# Куинтел, Джеймс
Джеймс Гарлэнд «Джей-Джи» Куинтел (англ. James Garland «JG» Quintel; род. 13 сентября 1982, Ханфорд, Калифорния) — американский аниматор, актёр озвучивания, режиссёр, сценарист, продюсер и раскадровщик. Он наиболее известен как создатель мультсериала Обычный мультик (2010–2017) Cartoon Network, в котором он озвучивал Мордекая и призрака Дай Пять, а также мультсериала Достаточно близко (2020–2022), HBO Max в котором он озвучивал Джоша.
Куинтел ранее занимал должность художественного руководителя Удивительные злоключения Флэпджека (2008–2010), который транслировался на Cartoon Network, а также был сценаристом и художником раскадровки в мультсериале Лагерь Лазло (2006–2008). В 2009 году он был номинирован на Annie Award for Directing in a Television Production за режиссуру эпизода Флэпджек. В 2011 году за мультсериал Обычный мультик он был номинирован на Премию «Эмми» за лучшую короткометражную анимационную программу.

## Биография и образование
Куинтел родился в Ханфорде (Калифорния), сын Терри (урождённой Моррис) и Джеймс Аллен Куинтел. По словам Куинтела, география Ханфорда «довольно плоская», и в его детстве «было нечем заняться», поэтому он и его друзья постоянно искали способы развлечься; позже он включил эти злоключения в «Обычный мультик». Его вдохновляли аниматоры: Мэтт Грейнинг, Майк Джадж и Joe Murray, позже работал на последнего. В подростковом возрасте он любил рисовать и смотреть мультсериалы, такие как Симпсоны, Бивис и Баттхед, Rocko's Modern Life и The Ren & Stimpy Show, а также британский сюрреалистический юмор, шоу, такие как Лига джентльменов, The Office и Майти Буш, что позже вдохновит Куинтела на работу.
Куинтел часто играл в видеоигру ToeJam & Earl, влияние которой он позже назвал «идеальной платформой» для главных героев Обычного мультика Мордекай и Ригби. Он также попал под влияние рок-музыки 1980-х, а позже добавил музыку 1980-х в Обычный мультик. Он посещал Hanford High School. В 1998 году, когда ему было 16 лет, отец подарил ему видеокамеру, которую он использовал (вместе с минифигуркой лего и грубой paper cutouts) для создания нескольких минут кукольной анимации фильма для нескольких проектов короткометражных кинопроектов в средней школе Ханфорда. Чтобы расширить свои художественные способности, он посещал литературный класс AP и класс гончарного дела в школе Ханфорда, а также летний класс, где он учился анимировать фильмы и делать кинеограф. Он также работал в кинотеатре и на «множестве работ с минимальной зарплатой», точно так же, как Мордекай и Ригби работают за минимальную зарплату в парке в Обычном мультике. В мае 2000 года он был номинирован на звание Калифорнийской академической звезды 12-го класса школы Ханфорд.
После окончания средней школы Куинтел посещал California Institute of the Arts в Santa Clarita, California. В CalArts Куинтел и около 20 однокурсников, в том числе Сэм Марин, который теперь озвучивает свои короткометражки, разработали свои короткометражные фильмы, бросая названия (например, «леденец на палочке» или «конфета») в шляпу, вытаскивали их и читали вслух в полночь в качестве разминки, после чего каждый из них спешил вернуться за свои столы в марафонской попытке снять фильм за 48 часов на основе одного нарисованного слова. Весной 2005 года этот процесс в CalArts привел Куинтела к созданию короткометражного анимационного фильма о послу, который теряет самообладание во время доброжелательной встречи. Куинтел назвал свой новый фильм Наивный человек из Лоллиленда. Более того, в качестве первого знакомства Куинтела с индустрией анимации, Куинтел получил в 2004 году производственную практику в Cartoon Network Studios для работы над сериалом Звёздные войны: Войны клонов. В CalArts Куинтел также познакомился с другим студентом по имени Пендлтон Уорд, с которым он позже работал над Cartoon Network мультсериалом Удивительные злоключения Флэпджека. Позже Уорд использовал свой опыт работы над «Флэпджеком», чтобы создать мультсериал Cartoon Network – Время приключений, получивший премию Эмми.
Осенью четвёртого года обучения Куинтела в CalArts, Наивный человек из Лоллиленда получил обе премии Producers Choice Award (Apple G5 computer и копия анимационной программы Bauhaus Software's Mirage) и приз студенческого аниматора (1000 долларов США и копия Softimage XSI трёхмерной графики) на 2005 Nextoons Nicktoons Film Festival. В ответ на успех Куинтела на кинофестивале 2005 года Nicktoons Film Festival, Fred Seibert, предприниматель в сфере развлечений и продюсер телевидения и кино, назвал Куинтела «оригинальным талантом, за которым стоит следить в будущем». Местная газета родного города Куинтела, Hanford Sentinel, отметила успех Куинтела на кинофестивале Nicktoons в 2005 году как один из моментов запоминающегося года. В декабре 2005 года Куинтел окончил Калифорнийский институт искусств со степенью BFA в области character animation.

## Карьера
Примерно в это же время Куинтел прошёл тест и начал работать раскадровщиком-ревизионистом в сериале Cartoon Network Лагерь Лазло. В мае 2006, Nicktoons Network объявила, что Куинтел будет одним из шести судей на 3-м ежегодном фестивале анимации сети Nicktoons. В 2007 Куинтел представил свой короткометражный фильм «2 в AM PM» на 30-м ежегодном конкурсе Spike & Mike's Sick and Twisted Festival of Animation. В 2 в AM PM, два slackers остаются одни, чтобы управлять магазином/заправочной станцией на Хэллоуин ночью, где конфеты, наполненные наркотиками, создают мини-кошмар. Позже Куинтел использовал некоторых из этих персонажей 2 в AM PM в Обычном мультике.
В 2008 Куинтел выставил на продажу Обычный мультик для Cartoonstitute project в Cartoon Network, с помощью раскадровки, аргументируя это тем, что «я не думаю, что устное изложение такой странной концепции имело бы для кого-либо какой-либо смысл». В 2009 Cartoon Network заказал новые эпизоды Удивительные злоключения Флэпджека, а также greenlit проекта Куинтела — Обычный мультик. При создании Обычного мультика было решено, что сериал будет о двух смотрителях парка, Мордекае (6-футовая голубая сойка) и Ригби (гиперактивный енот), которые пытаются развлечься на работе, делая всё возможное, чтобы избежать работы и избавиться от повседневной скуки. Наряду с успехом в получении разрешения на разработку Обычного мультика, в декабре 2009 года Куинтел и режиссёр Джон Инфантино были номинированы на ASIFA-Hollywood премию Энни в категории "Directing in a Television Production" за режиссёрскую работу над эпизодом Candy Casanova во втором сезоне Удивительные злоключения Флэпджека. Однако американский режиссёр-аниматор и выпускник CalArts Bret Haaland впоследствии получил премию Энни в феврале 2010 года за работу Haaland's над The Penguins of Madagascar – Launchtime. Через девять месяцев после того, как Куинтел был номинирован на премию Энни, Обычный мультик дебютировал 6 сентября 2010 в 8:15 вечера по североамериканскому восточному времени. В сентябре 2011, когда шёл первый сезон «Обычного мультика», Куинтел был номинирован на премию Прайм-таймовая премия «Эмми» в категории Выдающаяся короткометражная анимационная программа как исполнительный продюсер и создатель «Обычного мультика». Тем не менее, его сериал «Обычный мультик» уступил награду анимационному выпуску ABC Disney Prep & Landing: Operation Secret Santa.
К марту 2012, Куинтел руководил командой из примерно 35 человек для разработки каждого эпизода «Обычного мультика», на создание которого от идеи до конечного продукта уходит около девяти месяцев. В последнее время Куинтел работал на студии Cartoon Network Бербанк (Калифорния) разработал эпизоды для «Обычного мультика» и предоставил свой настоящий голос 23-летней голубой сойке, персонажу «Обычного мультика» Мордекаю. Комментируя свою работу над озвучкой, Куинтел отметил, что у него покладистый характер и он никогда не кричит в реальной жизни, поэтому ему пришлось научиться кричать в роли Мордекая.
После закрытия «Обычного мультика» в январе 2017, Куинтел объявил о создании Достаточно близко, мультсериала для взрослых о молодой паре и их дочери в Лос-Анджелесе. Изначально предполагалось, что премьера сериала состоится в конце 2017, в рамках запланированного блока анимации для взрослых на TBS. Однако краеугольным камнем этого блока был сериал Луи Си Кей под названием Копы, и когда летом того же года Луиса обвинили в сексуальном насилии, TBS переработали весь свой график, отправив Достаточно близко в производственный ад несмотря на то, что весь его первый сезон уже был снят. Позже он был возрождён, когда материнская компания TBS WarnerMedia Entertainment объявила о запуске потокового сервиса HBO Max, который будет включать оригинальный эксклюзивный контент.

## Личная жизнь
Куинтел женился на Кассии Штреб в 2010.

## Фильмография

### Фильмы
| Год  | Название                      | Режиссёр | Автор | Продюсер | Аниматор | Актёр | Роль                                              | Заметки                                          |
| ---- | ----------------------------- | -------- | ----- | -------- | -------- | ----- | ------------------------------------------------- | ------------------------------------------------ |
| 2005 | Наивный человек из Лоллиленда | Да       | Да    | Да       | Да       | Нет   |                                                   | Короткометражный фильм                           |
| 2006 | 2 в AM PM                     | Да       | Да    | Да       | Да       | Да    | Работник автозаправочной станции #1               | Короткометражный фильм                           |
| 2008 | Horton Hears a Who!           | Нет      | Нет   | Нет      | Да       | Нет   |                                                   | Дополнительный художник по раскадровке           |
| 2015 | Обычный мультик в кино        | Да       | Да    | Да       | Да       | Да    | Мордекай, Призрак Дай Пять, дополнительные голоса | Исполнительный продюсер, художник по раскадровке |

### Телевидение
| Год        | Название                           | Создатель | Режиссёр | Автор | Исполнительный продюсер | Художник по раскадровке | Актёр | Роль                                              | Заметки                                                 |
| ---------- | ---------------------------------- | --------- | -------- | ----- | ----------------------- | ----------------------- | ----- | ------------------------------------------------- | ------------------------------------------------------- |
| 2004       | Звёздные войны: Войны клонов       | Нет       | Нет      | Нет   | Нет                     | Да                      | Нет   |                                                   | Ученик ревизиониста раскадровки                         |
| 2005–2008  | Лагерь Лазло                       | Нет       | Да       | Да    | Нет                     | Да                      | Нет   |                                                   | Ревизионист раскадровки                                 |
| 2008       | Финес и Ферб                       | Нет       | Нет      | Да    | Нет                     | Да                      | Нет   |                                                   | Эпизод: "Jerk De Soleil"                                |
| 2008–2010  | Удивительные злоключения Флэпджека | Нет       | Да       | Да    | Нет                     | Да                      | Нет   |                                                   | Креативный директор, сюжет                              |
| 2010, 2017 | Время приключений                  | Нет       | Нет      | Да    | Нет                     | Да                      | Да    | Голубая сойка                                     | Написал и раскадровал: "Ocean of Fear" Голос: "Ketchup" |
| 2010–2017  | Обычный мультик                    | Да        | Да       | Да    | Да                      | Да                      | Да    | Мордекай, Призрак Дай Пять, дополнительные голоса | [ 2 ]                                                   |
| 2012       | Hall of Game Awards                | Нет       | Нет      | Нет   | Нет                     | Нет                     | Да    | Мордекай                                          |                                                         |
| 2016       | Удивительный мир Гамбола           | Нет       | Нет      | Нет   | Нет                     | Нет                     | Да    | Мордекай, Призрак Дай Пять                        | Эпизод: "The Boredom"                                   |
| 2020–2022  | Достаточно близко                  | Да        | Да       | Да    | Да                      | Да                      | Да    | Джош / Сам                                        |                                                         |

## Награды и номинации
| Год  | Награда                 | Категория                                          | Работа                                                   | Результат |
| ---- | ----------------------- | -------------------------------------------------- | -------------------------------------------------------- | --------- |
| 2005 | Кинофестиваль Nicktoons | Премия «Выбор продюсеров»                          | Наивный человек из Лоллиленда                            | Победа    |
| 2005 | Кинофестиваль Nicktoons | Премия «Студент-аниматор»                          | Наивный человек из Лоллиленда                            | Победа    |
| 2010 | Премия «Энни»           | Режиссура в телевизионном производстве             | Удивительные злоключения Флэпджека: Candy Casanova       | Номинация |
| 2011 | Премия «Эмми»           | Выдающаяся короткометражная анимационная программа | Обычный мультик: Мордекай и Ригби                        | Номинация |
| 2012 | Премия «Эмми»           | Выдающаяся короткометражная анимационная программа | Обычный мультик: Яйтлично                                | Победа    |
| 2013 | Премия «Эмми»           | Выдающаяся короткометражная анимационная программа | Обычный мультик: Кучка взрослых гусей                    | Номинация |
| 2013 | Премия «Эмми»           | Лучшая анимационная программа                      | Обычный мультик: Рождественский выпуск                   | Номинация |
| 2014 | Премия «Эмми»           | Выдающаяся короткометражная анимационная программа | Обычный мультик: Последний проигрыватель лазерных дисков | Номинация |